# سروکاج دراموند
سروکاج دراموند (نام علمی: Callitris drummondii) نام یک گونه از سرده سروکاج‌ها است.